# Maip
Maip ist eine Gattung aus der Gruppe der Megaraptoren innerhalb der Theropoden. Er wurde in Patagonien, Argentinien in der Provinz Santa Cruz entdeckt und war wohl ein Spitzenprädator seiner Zeit. Maip war möglicherweise der größte Vertreter seiner Gruppe. Die einzige Art der Gattung ist Maip macrothorax.

## Fossilbeleg und Etymologie

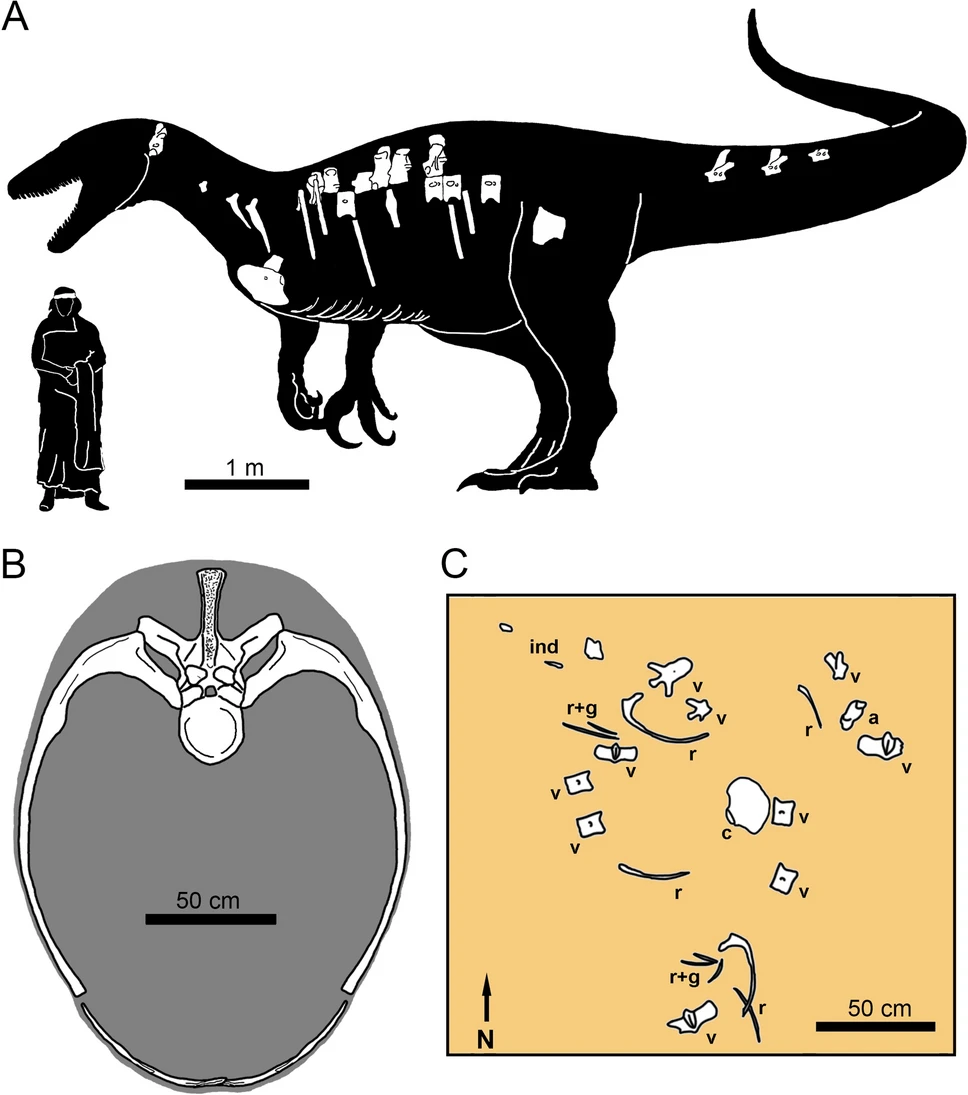
Fossilbeleg

Fossilien von Maip wurden 2022 von Alexis M. Aranciaga Rolando, Matias J. Motta, Federico L. Agnolín, Makoto Manabe und Takanobu Tsuihiji entdeckt. Der Holotypus besteht aus dem Axis-Wirbel, zehn Rückenwirbeln, drei vorderen Schwanzwirbeln und einigen Wirbelfragmenten, drei unvollständigen Halsrippen, einigen Rippenstücken, mehreren Bauchrippen, dem linken Rabenbein, Fragmenten der Schulterblätter, einem Teil des rechten Schambeins und dem distalen Ende eines zweiten Mittelfußknochens. Der Schädel blieb nicht erhalten. 
Der Gattungsname Maip spielt auf ein bösartiges Wesen der Aónikenk-Mythologie an und bedeutet so viel wie „Schatten des Todes“. Das Epitheton macrothorax beschreibt die große Brusthöhle (griechisch makrós ‚lang‘; lateinisch thorax ‚Brust‘).

Größenvergleich mit einem Menschen

## Merkmale und Klassifikation
Maip maß etwa zehn Meter in der Länge und circa drei Meter in der Höhe. Sein Gewicht wird auf 3–5 Tonnen geschätzt. Ein besonderes Merkmal der Gattung ist die voluminöse Brusthöhle Zusammen mit Orkoraptor, Tratayenia und Aerosteon bildet er die "Klade B" innerhalb der Gruppe der Megaraptoridae.
Nach dem Aussterben der Carcharodontosauriden entwickelten sich die Megaraptoren zu immer größeren Tieren, da sie nun deren ökologische Nischen einnehmen konnten. Maip stellt den größten bekannten Vertreter der Familie dar.